# Bitola cinematográfica
Bitola cinematográfica é uma propriedade física do filme, definida pela sua largura, normalmente medida em milímetros.
As principais bitolas que têm sido utilizadas no cinema são as de 8 mm, 16 mm, 35 mm e 70 mm.
Historicamente houve também outras bitolas (9.5 mm, 22 mm, 56 mm, etc.), especialmente no período do cinema mudo, mas sem a mesma importância das mencionadas acima.

## Quadro geral das principais bitolas cinematográficas
|                                     | 8 mm        | 16 mm        | 35 mm         | 70 mm           |
| ----------------------------------- | ----------- | ------------ | ------------- | --------------- |
| largura do filme (mm)               | 8           | 16           | 35            | neg: 65 pos: 70 |
| dimensões do fotograma (mm)         | 4,88 x 3,68 | 10,26 x 7,49 | 22,05 x 16,03 | 52,63 x 23,00   |
| proporção do fotograma              | 1,33        | 1,37         | 1,37          | 2,29            |
| diagonal do fotograma (mm)          | 6,11        | 12,70        | 27,26         | 57,44           |
| distância entre fotogramas (mm)     | 3,81        | 7,62         | 19,00         | 23,75           |
| perfurações por fotograma           | 1           | 1 + 1        | 4 + 4         | 5 + 5           |
| dimensões da perfuração (mm)        | 1,83 x 1,27 | 1,83 x 1,27  | 2,79 x 1,98   | 2,79 x 1,98     |
| espaço reservado ao som (mm)        | 0,75        | 1,80         | 2,13          | 9,60            |
| cadência de projeção (qps)          | 24          | 24           | 24            | 24              |
| velocidade de projeção (cm/s)       | 10,16       | 18,29        | 45,60         | 57,00           |
| fotogramas em 1 m de filme          | 236         | 131          | 53            | 42              |
| tempo de projeção de 100 m de filme | 16 min 23 s | 9 min 6 s    | 3 min 40 s    | 2 min 55 s      |

Bibliografia:
- SPOTTISWOODE, Raymond (org): Enciclopedia Focal de las técnicas de cine y televisión, Ediciones Omega, Barcelona, 1976;
- RYAN, Rod (org): American Cinematographer Manual, ASC Holding Corporation, Los Angeles, 1993.